# Opus vittatum

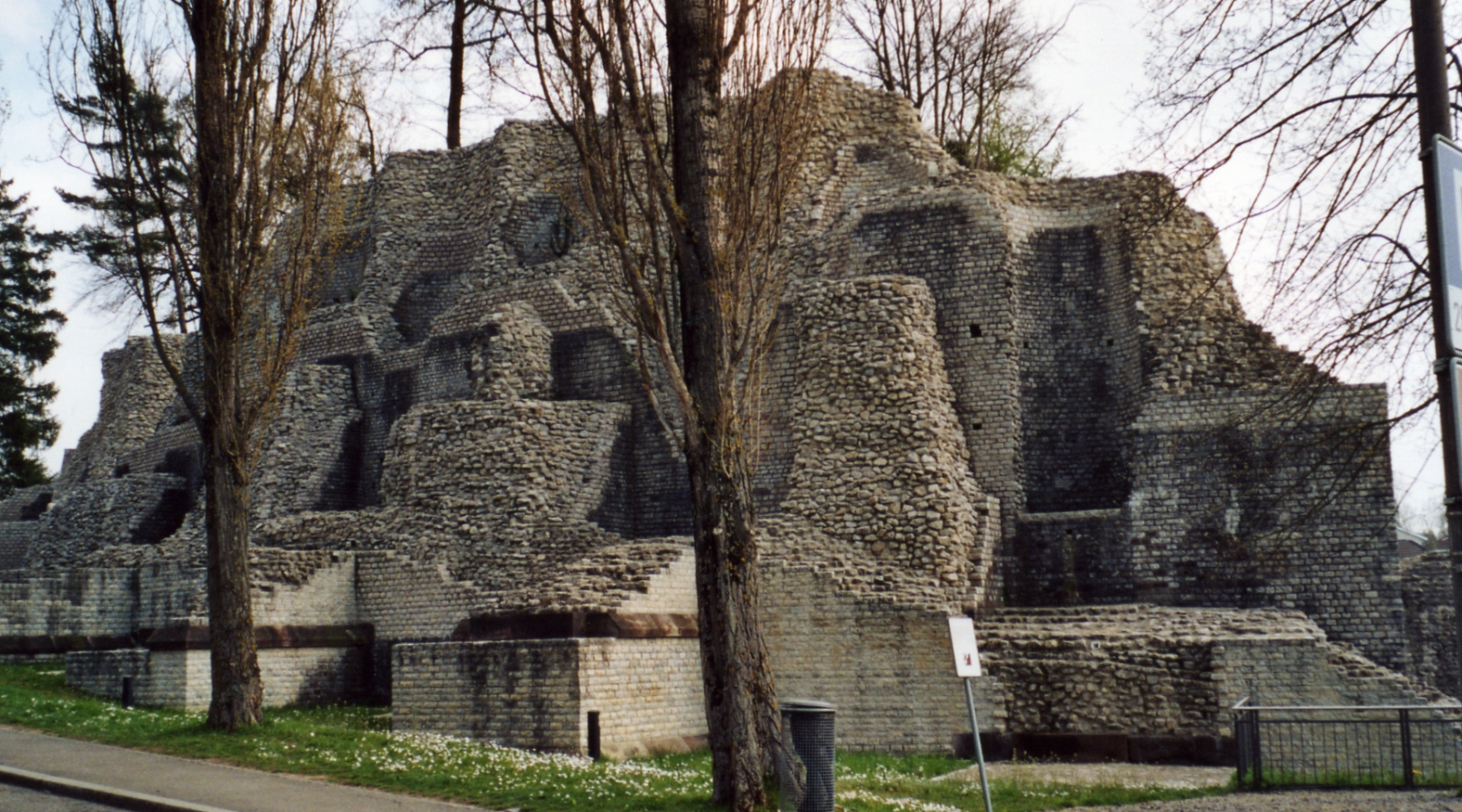
Le théâtre antique d'Augusta Raurica, vue arrière. Massif ouvrage de soutien des gradins, en bel opus vittatum.

Pour les articles homonymes, voir Opus.
L'opus vittatum (appareil en bandelettes) est une forme de mur de parement antique romain fait de petits moellons rectangulaires en pierre, disposés en assises régulières alternées.